# الحولة
منطقة الحُوْلة أو سهل الحولة، سهل زراعي خصب وسط سورية، يقع بين محافظتي حمص وحماة غرب وادي نهر العاصي وشرق جبل الحلو، بلغ تعداد سكّان المنطقة حوالي 123 ألف نسمة حسب التعداد السكّاني لعام 2004 ، تشتهر المنطقة بزراعة الحبوب والبقوليّات والكرمة والزيتون والرمان والقطن والخضر، وتربيّة الحيوانات كالأبقار والأغنام والدواجن والنحل وأسماك الكارب في سد الحولة.

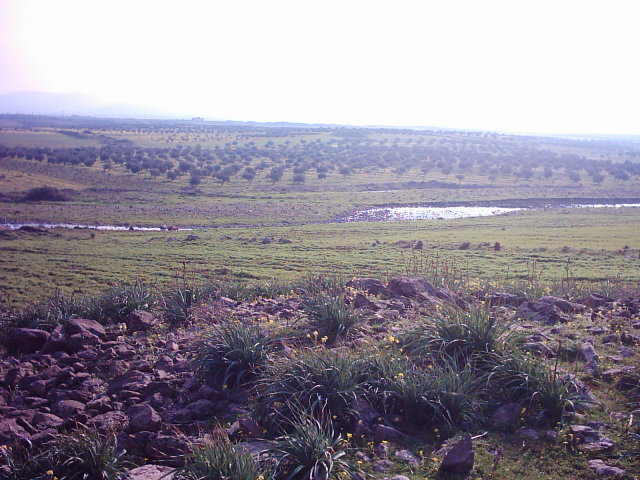
زراعة الزيتون في سهل الحولة

## بلدات وقرى منطقة الحولة
- تلدو: حاضرة منطقة الحولة ومركزها التجاري الرئيس وهي مركز ناحية تلدو التابعة لمحافظة حمص. تقع جنوبها بحيرة سد الحولة.
- كفرلاها: أكبر بلدات منطقة الحولة. تقع على طريق حمص - مصياف بين بلدتي تلذهب وتلدو، تتبع إداريّاً لمحافظة حمص ناحية تلدو.
- تلذهب: تقع شمال مدينة كفرلاها وجنوب بلدة عقرب تتبع إداريّاً لمحافظة حمص ناحية تلدو.
- الطيبة الغربية: غرب بلدة كفرلاها بالقرب من جبل الحلو تتبع إداريّاً لمحافظة حمص ناحية تلدو وتشتهر بزراعة الزيتون.
- السمعليل: بلدة تركمانيّة جنوب شرق بلدة تلدو تتبع إداريّاً لمحافظة حمص ناحية تلدو.
- برج قاعي: قرية تركمانيّة غرب بلدة تلدو، تتبع إداريّاً لمحافظة حمص ناحية تلدو.
- حربنفسه: تقع بلدة حربنفسه شرق سهل الحولة بالقرب من سد الرستن، وهي مركز ناحية حربنفسه التابعة لمحافظة حماة.
- طلف: بلدة تركمانيّة تقع على الطريق الواصل بين كفرلاها وحربنفسه، تتبع إداريّاً لمحافظة حماة ناحية حربنفسه.
- عقرب: بلدة تركمانيّة تشتهر بصناعة السجاد اليدوي والأجبان وزراعة العنب والتين، تتبع إداريّاً ناحية حربنفسه في محافظة حماة.

## مجزرة الحولة
قام الجيش السوري النظامي الموال لنظام المجرم الأسد المخلوع
في 25 أيار/مايو 2012 بقصف مدفعي وصاروخي لمنطقة الحولة وارتكبت في نفس الليلة مجزرة بحق مدنيين عزّل من نساء وأطفال وشيوخ في المنطقة قتلوا ذبحا. حمّلت المعارضة السوريّة النظام مسؤولية المجزرة ، أمّا الحكومة السورية فاتهمت مجموعات إرهابيّة مسلّحة تابعة لتنظيم القاعدة بارتكاب المجزرة.
بلغ رئيس بعثة المراقبين الدوليين بحصيلة المجزرة التي بلغت 116 قتيلا و300 جريح. واجتمع مجلس الأمن على أثر المجزرة في 27 أيار/مايو.